# BVC Amsterdam in het seizoen 1956/57
Het seizoen 1956/1957 was het derde jaar in het bestaan van de Amsterdamse betaaldvoetbalclub Amsterdam. De club kwam uit in de Eredivisie en eindigde daarin op de 13e plaats. Tevens deed de club mee aan het toernooi om de KNVB beker, hierin werd in de kwartfinale, na 2 replay's, verloren van ADO (4–5).

## Wedstrijdstatistieken

### Eredivisie
|       | Ajax  | BVV   | DOS   | Eindhoven | Elinkwijk | Sportclub Enschede | Feijenoord | Fortuna '54 | GVAV  | MVV   | NAC   | NOAD  | PSV   | Rapid JC | Sparta | VVV   | Willem II |
| ----- | ----- | ----- | ----- | --------- | --------- | ------------------ | ---------- | ----------- | ----- | ----- | ----- | ----- | ----- | -------- | ------ | ----- | --------- |
| Thuis | 1 – 5 | 3 – 2 | 1 – 2 | 2 – 1     | 1 – 2     | 0 – 2              | 2 – 1      | 1 – 1       | 0 – 1 | 3 – 0 | 0 – 1 | 1 – 0 | 1 – 3 | 0 – 5    | 1 – 1  | 4 – 1 | 0 – 6     |
| Uit   | 2 – 3 | 5 – 2 | 3 – 2 | 1 – 1     | 0 – 2     | 1 – 2              | 2 – 2      | 3 – 0       | 1 – 1 | 2 – 0 | 3 – 1 | 1 – 3 | 2 – 2 | 2 – 2    | 1 – 1  | 3 – 2 | 1 – 2     |

### KNVB beker
| 1e ronde                                              | DCG                                                                | 3 – 4                | Amsterdam                           |
| 29 augustus 1956 Plaats: Amsterdam Velserweg          | Onbekend                                                           |                      | Onbekend                            |
| 2e ronde                                              | Amsterdam                                                          | 5 – 1 (1 – 0)        | DWV                                 |
| 16 september 1956 Plaats: Amsterdam Olympisch Stadion | Han Tolmeijer 14' (pen.) Jos Vonhof 53', –' Cees Kick Leen Corbran |                      | 83' Gerrit Homan                    |
| 3e ronde                                              | Amsterdam                                                          | 2 – 0 (1 – 0)        | VSV                                 |
| 26 december 1956 Plaats: Amsterdam Olympisch Stadion  | Aad Baselaar 32' Jos Vonhof 70'                                    |                      |                                     |
| 4e ronde                                              | 't Gooi                                                            | 0 – 0                | Amsterdam                           |
| 3 maart 1957 Plaats: Hilversum Gemeentelijk Sportpark |                                                                    |                      |                                     |
| 4e ronde (replay)                                     | Amsterdam                                                          | 3 – 2 (1 – 1)        | 't Gooi                             |
| 10 april 1957 Plaats: Amsterdam Olympisch Stadion     | Ben Weenink 39' Loek Feijen 85' Han Tolmeijer 88'                  |                      | 41', 84' Cees Houtveen              |
| Kwartfinale                                           | ADO                                                                | 0 – 0                | Amsterdam                           |
| 17 april 1957 Plaats: Den Haag Zuiderparkstadion      |                                                                    |                      |                                     |
| Kwartfinale (1e replay)                               | Amsterdam                                                          | 1 – 1 (0 – 0, 1 – 1) | ADO                                 |
| 25 april 1957 Plaats: Amsterdam Olympisch Stadion     | Jan van der Meer 85' (e.d.)                                        |                      | 89' Harry Vreken                    |
| Kwartfinale (2e replay)                               | ADO                                                                | 4 – 3 (3 – 1)        | Amsterdam                           |
| 8 mei 1957 Plaats: Den Haag Zuiderparkstadion         | Lex Rijnvis 26', 43', 70' Carol Schuurman 40'                      |                      | 20', 85' Jos Vonhof 70' Loek Feijen |

## Statistieken Amsterdam 1956/1957

### Eindstand Amsterdam in de Nederlandse Eredivisie 1956 / 1957
| Stand | Gespeeld | Gewonnen | Gelijk | Verloren | Punten | Doelpunten voor | Doelpunten tegen |
| ----- | -------- | -------- | ------ | -------- | ------ | --------------- | ---------------- |
| 13e   | 34       | 11       | 8      | 15       | 30     | 49              | 67               |

### Topscorers
| #      | Naam               | Goal |
| ------ | ------------------ | ---- |
| 1.     | Henk van der Sluis | 10   |
| 2.     | Loek Feijen        | 9    |
| 3.     | Han Tolmeijer      | 7    |
| 3.     | Jos Vonhof         | 7    |
| 5.     | Ben Weenink        | 5    |
| 6.     | Aad Baselaar       | 4    |
| 6.     | Cees Kick          | 4    |
| 8.     | Wim Bouwhuis       | 1    |
| 8.     | Leen Corbran       | 1    |
| 8.     | Henk Meijer        | 1    |
| Totaal | Totaal             | 49   |

| #                    | Naam                   | Goal |
| -------------------- | ---------------------- | ---- |
| 1.                   | Jos Vonhof             | 5    |
| 2.                   | Loek Feijen            | 2    |
| 2.                   | Han Tolmeijer          | 2    |
| 4.                   | Aad Baselaar           | 1    |
| 4.                   | Leen Corbran           | 1    |
| 4.                   | Cees Kick              | 1    |
| 4.                   | Ben Weenink            | 1    |
| Eigen doelpunt       |                        |      |
| –                    | Jan van der Meer (ADO) | 1    |
| Onbekende doelpunten |                        |      |
| –                    | Onbekend (tegen DCG)   | 4    |
| Totaal               | Totaal                 | 18   |

## Voetnoten
Ajax ·
Amsterdam ·
BVV ·
DOS ·
Eindhoven ·
Elinkwijk ·
Sportclub Enschede ·
Feijenoord ·
Fortuna '54 ·
GVAV ·
MVV ·
NAC ·
NOAD ·
PSV ·
Rapid JC ·
Sparta ·
VVV ·
Willem II